# Capnia jewetti
Capnia jewetti is een steenvlieg uit de familie Capniidae. De wetenschappelijke naam van de soort is voor het eerst geldig gepubliceerd in 1942 door Frison.